# Шмелёва, Дарья Михайловна
Дарья Михайловна Шмелёва (26 октября 1994, Москва) — российская трековая велогонщица, выступает за сборную России в различных дисциплинах. Серебряный призёр Олимпийских игр 2016 года, Бронзовый призёр Олимпийских игр 2021 (2020) года, четырёхкратная чемпионка мира, чемпионка Европейских игр 2019 года, двенадцатикратная чемпионка Европы. На соревнованиях представляет город Москву, спортивное общество «Динамо» и клуб «GazpromRusvelo», заслуженный мастер спорта России.

## Победы
2011
1-е — Чемпионат мира среди юниоров на треке в командном спринте ( с Анастасией Войновой)
3-е — Чемпионат России в командном спринте
3-е — Чемпионат России в гите
2012
Чемпионат мира среди юниоров на треке
1-е — спринт
1-е — гит
1-е — командный спринт ( с Лидией Плужниковой)
1-е — кейрин
2-е — Чемпионат Европы в командном спринте
2013
2-е — Чемпионат России в командном спринте
2-е — Чемпионат России в гите
1-е — Гран-При Российские Вертолёты в кейрине
2014
1-е — Гран-При Российские Вертолёты в командном спринте
2015
1-е — Чемпионат Европы на треке в командном спринте ( с Анастасией Войновой)
1-е — Этап кубка в России в командном спринте ( с Анастасией Войновой)
1-е — Этап кубка в Колумбии в командном спринте ( с Екатериной Гниденко)
1-е — Гран-При Российские Вертолёты в командном спринте ( с Анастасией Войновой)
2-е — Этап кубка в Португалии в спринте
3-е — Этап кубка в Германии в гите
2016
1-е  — Чемпионат мира в командном спринте ( с Анастасией Войновой)
1-е — Этап кубка в Гонконге в командном спринте ( с Анастасией Войновой)
2018
Чемпионат Европы
1-е  — командный спринт ( с Анастасией Войновой)
1-е  — спринт
1-е  — гит 500 м
3-е — кейрин
2019
Чемпионат мира
1-е  — гит 500 м
2-е — командный спринт ( с Анастасией Войновой)
3-е — кейрин
Чемпионат Европы
1-е  — командный спринт ( с Анастасией Войновой и  Екатериной Роговой)
2020
Чемпионат Европы
1-е  — командный спринт ( с Анастасией Войновой, Натальей Антоновой и  Екатериной Роговой)
1-е  — гит 500 м
2-е — спринт
2021
Летние Олимпийские игры 2020
3-е — командный спринт
Чемпионат Европы
3-е — командный спринт ( с Анастасией Войновой, Натальей Антоновой и Яной Тищенко)
1-е  — гит 500 м
Чемпионат мира
2-е — командный спринт ( с Анастасией Войновой, Натальей Антоновой и Яной Тищенко)
3-е — гит 500 м

## Награды
- Медаль ордена «За заслуги перед Отечеством» I степени (25 августа 2016 года) — за высокие спортивные достижения на Играх XXXI Олимпиады 2016 года в городе Рио-де-Жанейро (Бразилия), проявленные волю к победе и целеустремлённость[2].
- По итогам 2018 года Дарья была удостоена премии «Серебряная лань», присуждаемой Федерацией спортивных журналистов России лучшим спортсменам[3].
- Медаль ордена «За заслуги перед Отечеством» II степени (11 августа 2021 года) — за большой вклад в развитие отечественного спорта, высокие спортивные достижения, волю к победе, стойкость и целеустремленность, проявленные на Играх XXXII Олимпиады 2020 года в городе Токио (Япония)[4].